# Вернон (Британська Колумбія)
 Верно́н  (англ. Vernon) — місто (94,2 км²) в провінції Британської Колумбії у Канаді (50°16′0″ пн. ш. 119°16′18″ зх. д. / 50.26667° пн. ш. 119.27167° зх. д.). Місто налічує 35 944 мешканців (2006), густота населення складає 381,6 ос./км². 
Місто названо на честь Форбса Джорджа Вернона, одного з членів законодавчих зборів Британської Колумбії, який свого часу брав активну участь у заснуванні поселення.

## Клімат
| Клімат м. Вернон                           | Клімат м. Вернон | Клімат м. Вернон | Клімат м. Вернон | Клімат м. Вернон | Клімат м. Вернон | Клімат м. Вернон | Клімат м. Вернон | Клімат м. Вернон | Клімат м. Вернон | Клімат м. Вернон | Клімат м. Вернон | Клімат м. Вернон | Клімат м. Вернон |
| Показник                                   | Січ.             | Лют.             | Бер.             | Квіт.            | Трав.            | Черв.            | Лип.             | Серп.            | Вер.             | Жовт.            | Лист.            | Груд.            | Рік              |
| Абсолютний максимум, °C                    | 14,5             | 13,1             | 19,3             | 27,8             | 33,0             | 36,5             | 38,5             | 36,5             | 32,5             | 27,4             | 19,4             | 13,0             | 38,5             |
| Середній максимум, °C                      | −0,5             | 2,1              | 8,9              | 14,1             | 19,2             | 23,1             | 26,0             | 26,4             | 20,0             | 11,9             | 3,9              | −1,3             | 12,8             |
| Середня температура, °C                    | −3               | −1               | 4,4              | 8,8              | 13,4             | 17,3             | 19,6             | 19,9             | 14,2             | 7,9              | 1,3              | −3,5             | 8,3              |
| Середній мінімум, °C                       | −5,4             | −4               | −0,2             | 3,4              | 7,5              | 11,4             | 13,2             | 13,3             | 8,4              | 3,8              | −1,4             | −5,8             | 3,7              |
| Абсолютний мінімум, °C                     | −26,7            | −23,5            | −18,3            | −7,2             | 0,0              | 1,5              | 5,5              | 4,4              | −1,4             | −17,1            | −29,4            | −31              | −31              |
| Середня кількість сонячних годин на місяць | 45,6             | 88,1             | 156,9            | 197,2            | 248,8            | 251,6            | 306,9            | 295,1            | 208,3            | 128,4            | 58,5             | 41,2             | 2026,6           |
| Норма опадів, мм                           | 32.5             | 24.7             | 28.5             | 31.8             | 41.9             | 49.4             | 42.2             | 28.4             | 36.7             | 27.1             | 44.2             | 38.2             | 425.6            |
| Днів з опадами                             | 12,1             | 10,6             | 10,5             | 10,5             | 12,8             | 12,0             | 10,5             | 7,7              | 9,1              | 11,2             | 14,6             | 14,2             | 135,8            |
| Днів з дощем                               | 3,2              | 5,2              | 9,1              | 10,4             | 12,8             | 12,0             | 10,5             | 7,7              | 9,1              | 11,0             | 9,9              | 3,2              | 104,0            |
| Днів зі снігом                             | 9,7              | 6,6              | 2,2              | 0,4              | 0,0              | 0,0              | 0,0              | 0,0              | 0,0              | 0,4              | 6,5              | 11,9             | 37,6             |
| Вологість повітря, %                       | 77.8             | 71.3             | 49.5             | 44.7             | 46.6             | 45.3             | 41.9             | 40.6             | 43.0             | 57.2             | 72.2             | 79.4             | 55.8             |
| ------------------------------------------ | ---------------- | ---------------- | ---------------- | ---------------- | ---------------- | ---------------- | ---------------- | ---------------- | ---------------- | ---------------- | ---------------- | ---------------- | ---------------- |
| Джерело:                                   |                  |                  |                  |                  |                  |                  |                  |                  |                  |                  |                  |                  |                  |

## Відомі люди
- Ерік Брюер (англ. Eric Charles Brewer; нар. 17 квітня 1979 у м. Вернон) — канадський хокеїст, захисник. Виступає за «Торонто Мейпл-Ліфс» у Національній хокейній лізі.
- Вашек Поспішил (чеськ. Vašek Pospišil, нар. 23 червня 1990, Вернон) — канадський професійний гравець в теніс, переможець Вімблдону 2014 у парі з Джеком Соком. Поспішил досягав № 25 в рейтингу в одиночному розряді та № 82 у парному. Він є другою ракеткою Канади і входить до збірної Канади у Кубку Девіса.
- Деніел Павтер (англ. Daniel Powter; нар. 25 лютого 1971, Вернон ) — канадський співак, що став відомим завдяки суперхіту «Bad Day».
- Леоне Каетані (італ. Leone Caetani; нар. 12 вересня 1869, Рим — пом. 24 грудня 1935, Ванкувер) — італійський історик, ісламознавець і політик.

## Міста-побратими
- Франкенбурґ-на-Гаусруці, Австрія
- Модесто, США
- Сен-Ламбер, Канада
- Тавуллія, Італія
- Томе, Японія

## Світлини

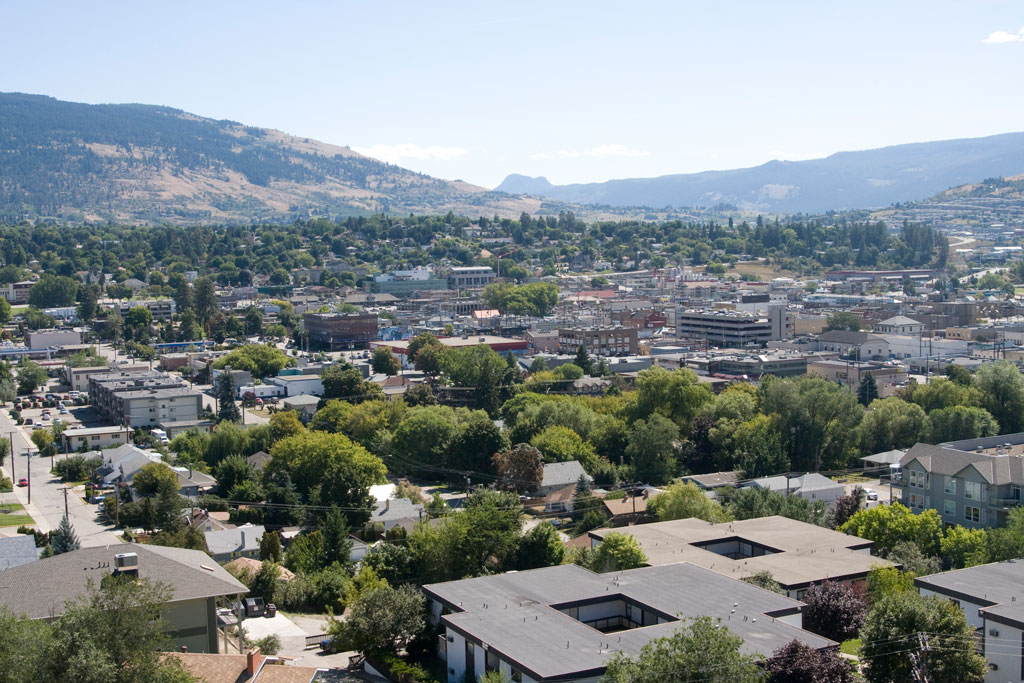
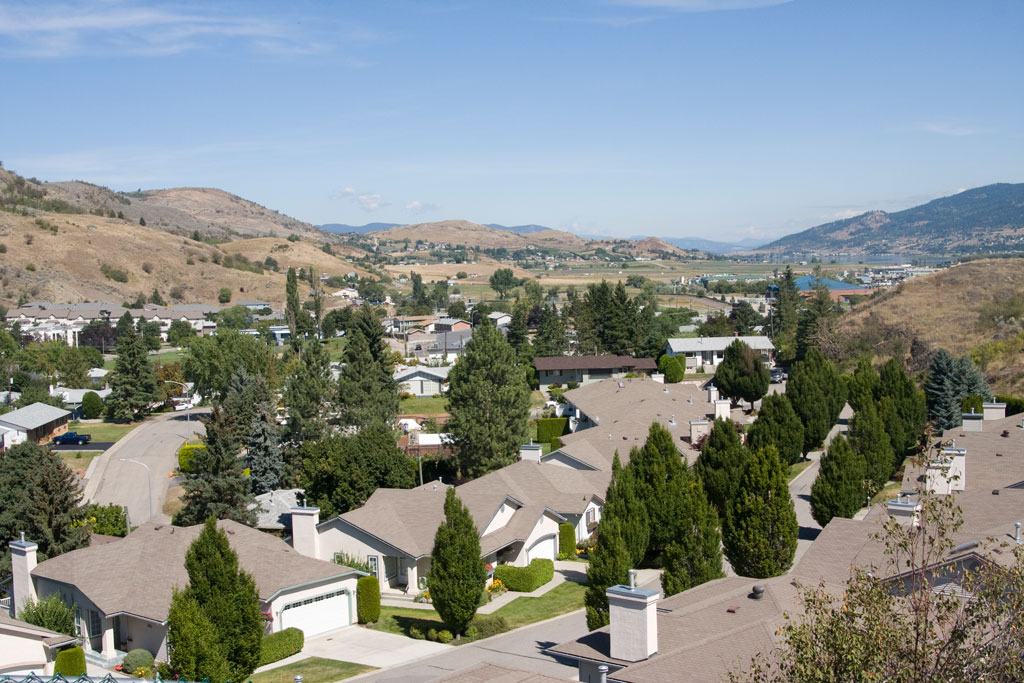
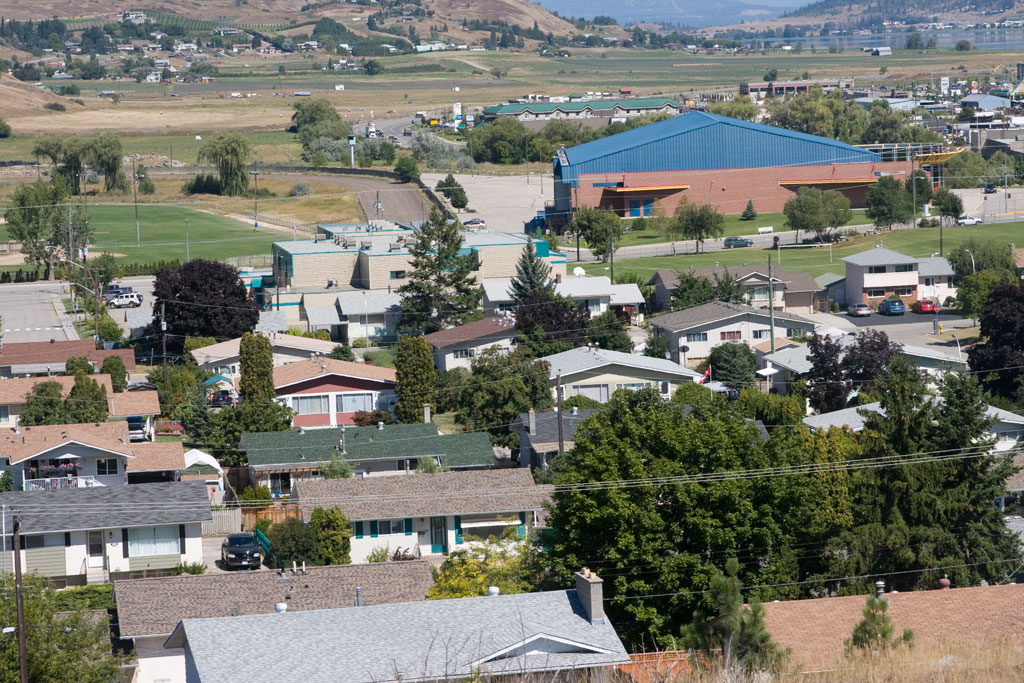
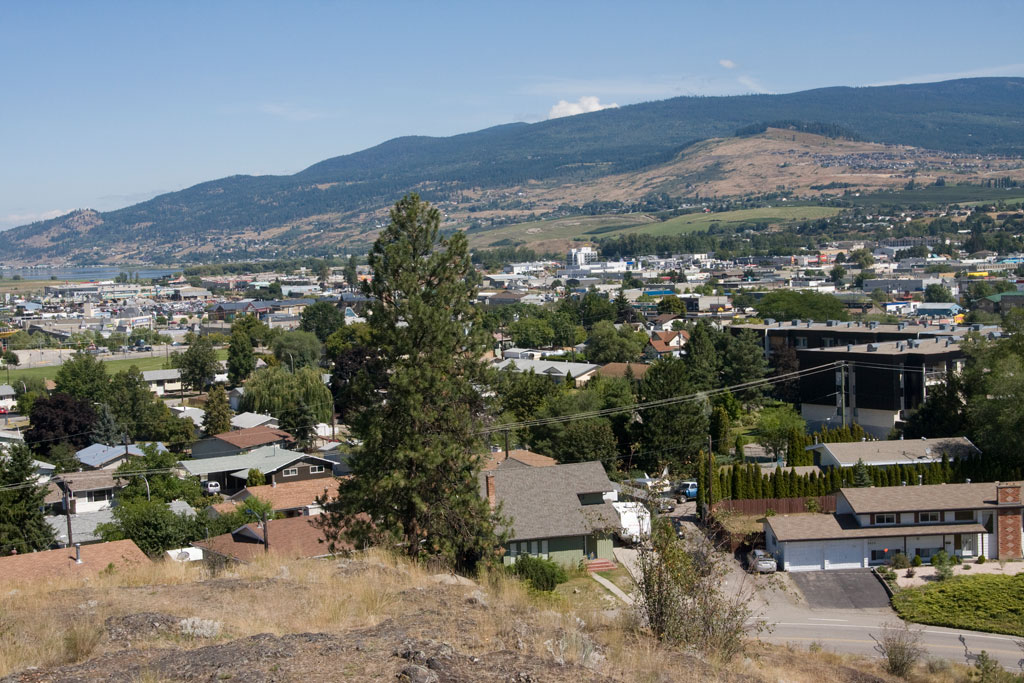
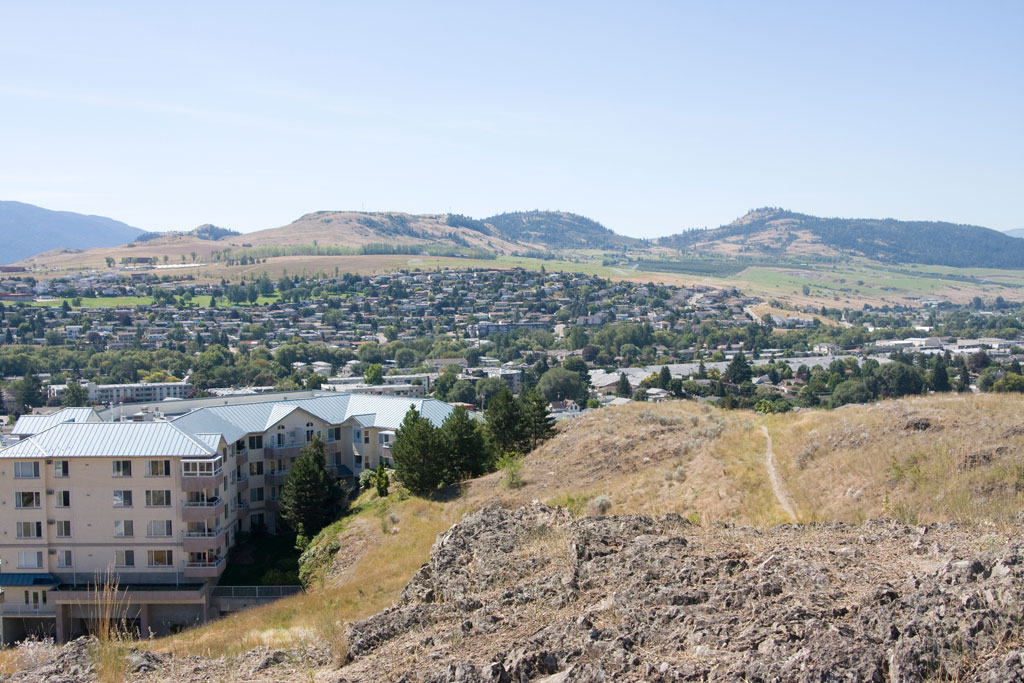
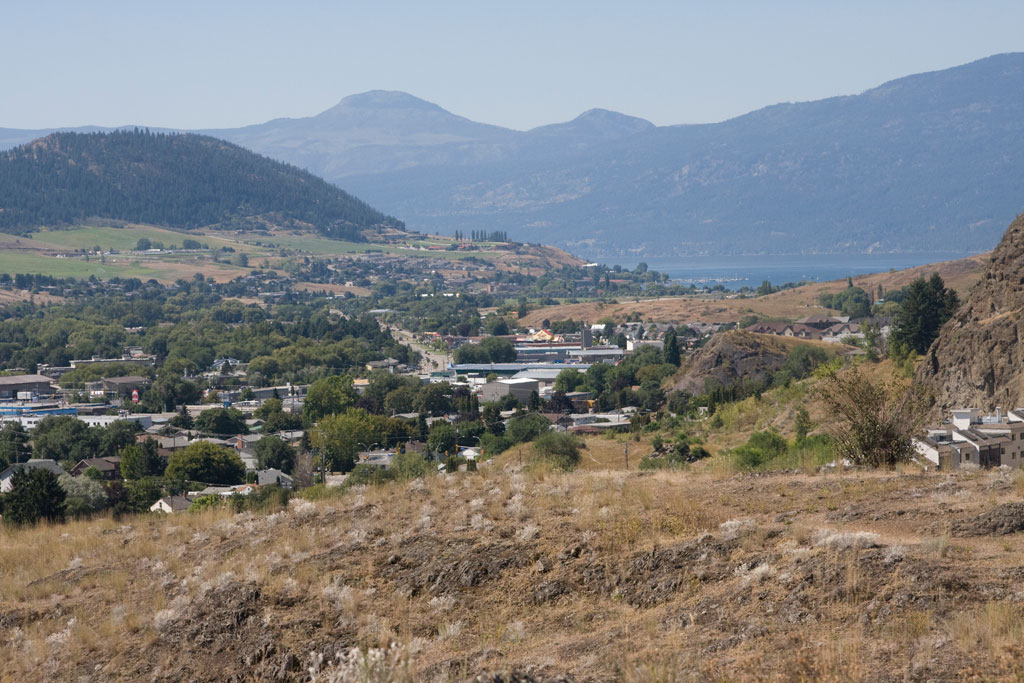
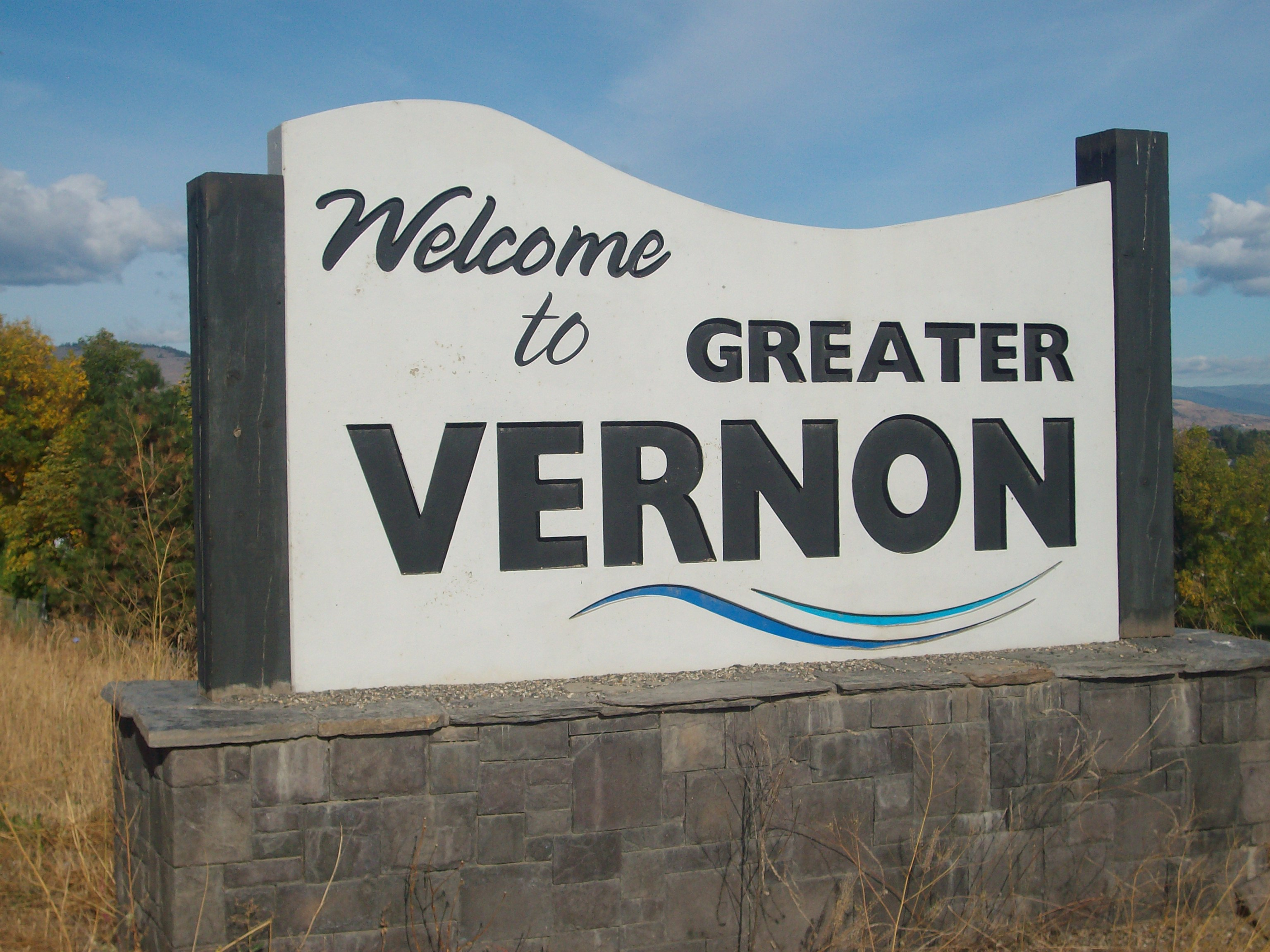